# Вулиця Сім'ї Бродських
Ву́лиця Сім'ї́ Бро́дських — вулиця в Солом'янському районі м. Києва, місцевість Казенні дачі. Пролягає від вулиці Академіка Янгеля до вулиці Вадима Гетьмана.
Прилучаються Ковальський і Польовий провулки.

## Історія
Виникла на початку XX століття під назвою 2-га Дачна вулиця (2-га Дачна лінія). 1955 року отримала назву Смоленська вулиця.
До середини 1980-х років існували також Смоленський провулок (до 1955 року — Дачний провулок; простягався від проспекту Берестейського до Смоленської вулиці) і Смоленський проїзд (з 1961 року — вулиця Гулі Корольової, названа на честь комсомолки — героя Великої Вітчизняної війни Гулі (Маріонелли) Володимирівни Корольової; йшов від Польового провулку до Індустріальної вулиці).
Сучасна назва на честь українських меценатів та підприємців Лазаря Бродського та Льва Бродського — з 2022 року.

## Забудова
Забудова вулиці склалась протягом другої половини ХХ століття, в той час була знесена майже вся стара забудова, проте зберігся будинок № 17, збудований на початку ХХ століття. На ділянці № 5 (зараз № 31/33) у 1911—1919 роках розташовувалась фабрика грамплатівок «Екстрафон» — перше підприємство такого роду в Україні.

## Установи та заклади

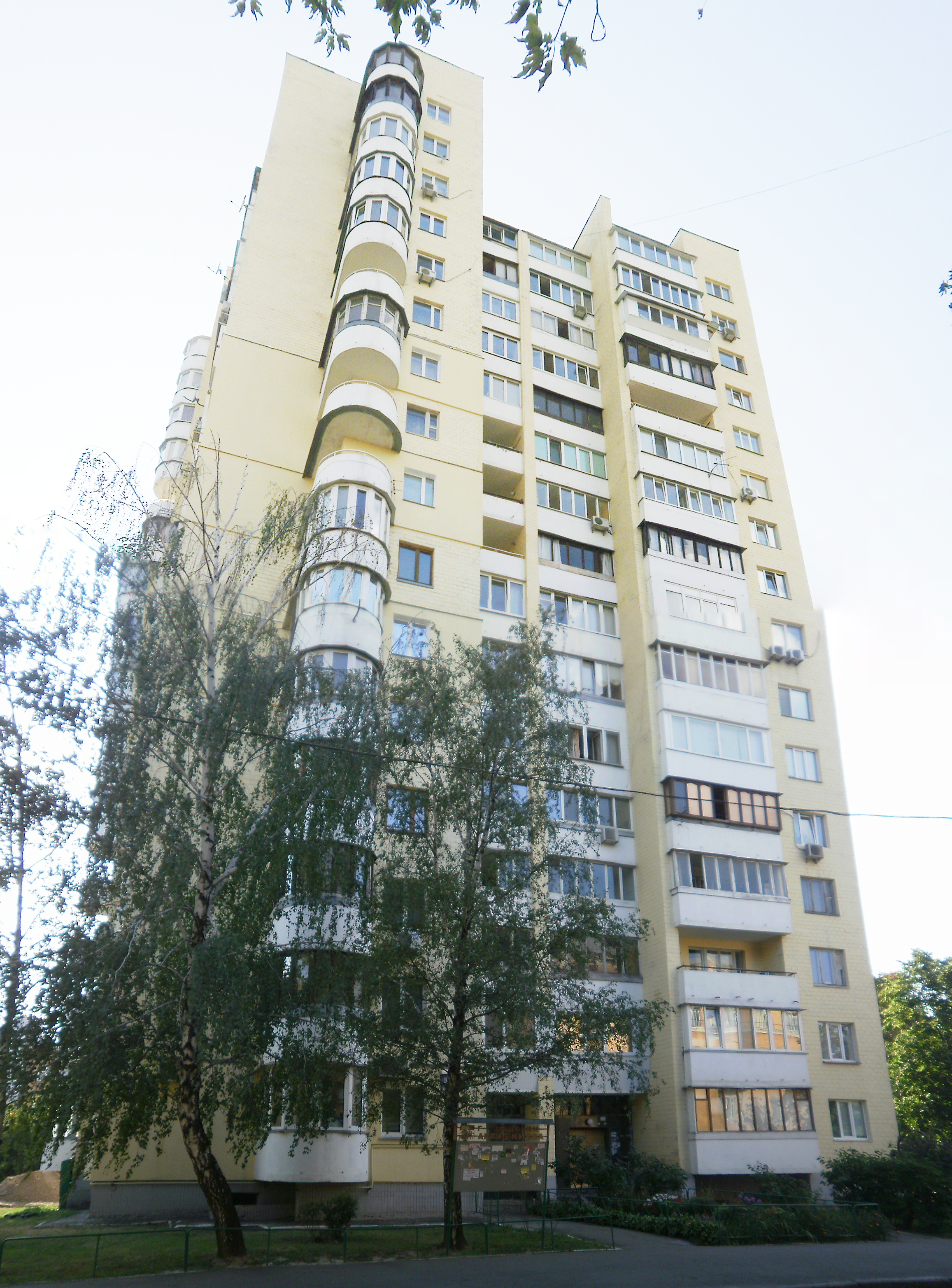
№ 1/14 - 16-поверховий будинок архітектора В. Л. Суворова

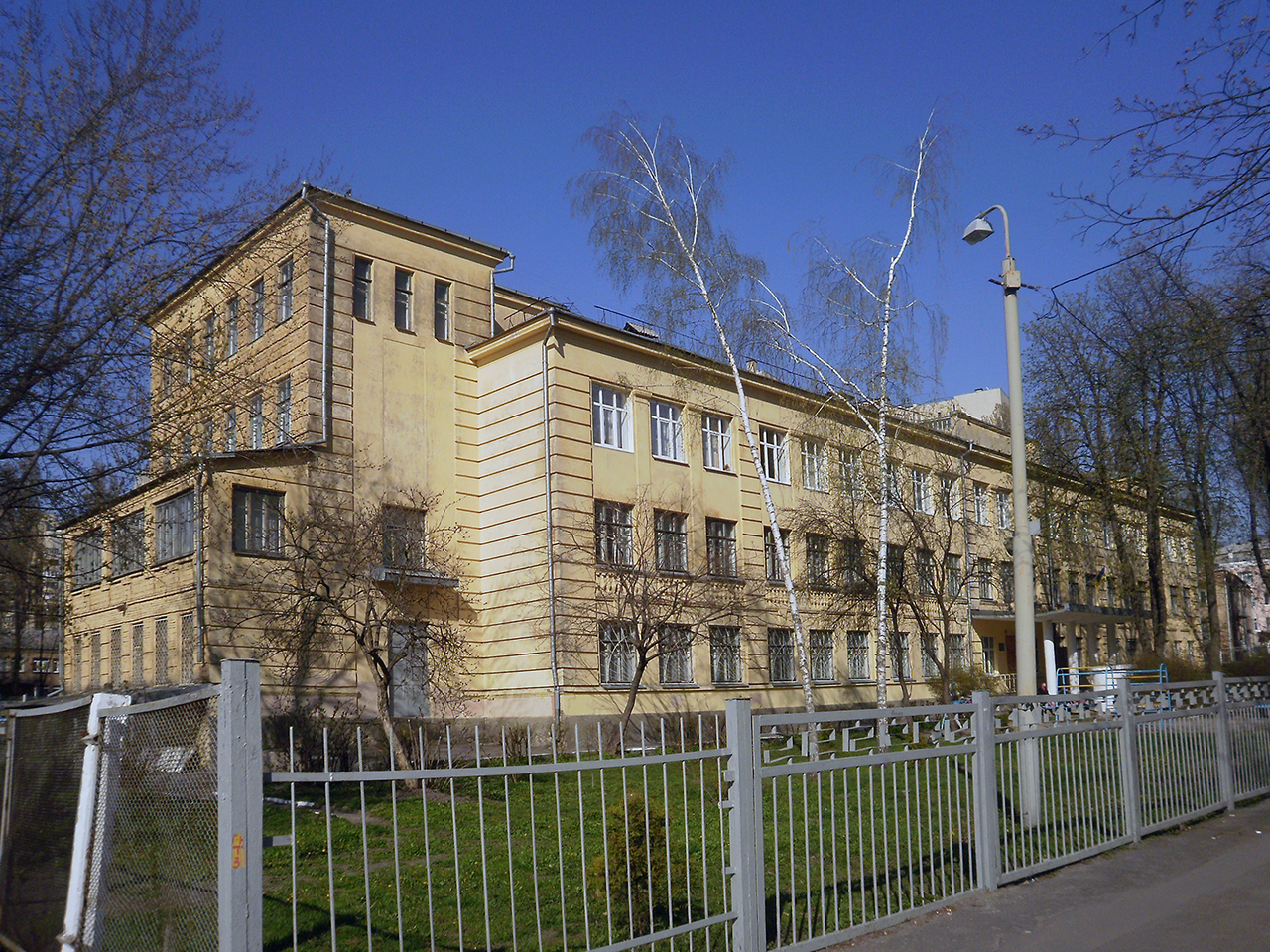
№ 4 — школа № 74

- Загальноосвітня школа № 74 (буд. № 4, 1937—1938)
- Київський науково-дослідний інститут судових експертиз Міністерства юстиції України (буд. № 6)
- Київський міський психоневрологічний диспансер № 5 (буд. № 8)
- Державний експертний центр Міністерства охорони здоров'я України (буд. № 10)
- Національна комісія, що здійснює державне регулювання у сферах енергетики та комунальних послуг (буд. № 19)
- Виробниче об'єднання «ВЕДА» («Вагові електронні дозуючі автомати») (буд. № 31/33)
- Київський економічний інститут менеджменту (буд. № 31/33)